# 墨水血
《墨水血》（德語：Tintenblut）是2005年德國奇幻小說，為《墨水心》的續集，柯奈莉亞·馮克所著系列小說《墨水世界三部曲》的第二部曲。

## 情節概要
在《墨水心》故事的一年後，美琪·弗夏特與父親莫、母親蕾莎還有愛麗諾與大流士住在一起，過著平靜的日子。髒手指則找到另一名魔法舌頭奧菲流士，因此回到了家鄉墨水世界。法立德來找美琪，兩人也一同進入墨水世界探險。他們離開不久後，巴斯塔、摩托娜和奧菲流士等人闖入愛麗諾家，摩托娜打算為兒子山羊的死報仇，在她的命令下，奧菲流士將巴斯塔、摩托娜和莫、蕾莎都唸進墨水世界中，一場全新的冒險就此展開……

## 改編
《墨水血》與《墨水世界三部曲》的其他兩本書一樣都售出了改編權，其前作《墨水心》已在2008年被改編為電影，當時《墨水血》與《墨水死》的電影劇本也已完成，但因《墨水心》電影票房不佳，因此並未繼續製作續集《墨水血》。